# Dieter Giesing
Dieter Giesing (* 21. Mai 1934 in Memel) ist ein deutscher Theaterregisseur.

## Leben
Im Jahr 1944 flüchtete Giesings Familie aus Ostpreußen und gelangte nach Tübingen. An der dortigen Eberhard-Karls-Universität sowie an der Ludwig-Maximilians-Universität München studierte Giesing Romanistik, Germanistik und Kunstgeschichte. Er leitete die Studentenbühne Tübingen und inszenierte erste Stücke von Ionesco, Adamov und Günter Grass. Bereits während des Studiums arbeitete Giesing als Regieassistent von Erwin Piscator bei dessen Inszenierungen an verschiedenen Theatern. Er erhielt ein festes Engagement als Regieassistent an den Münchner Kammerspielen.
Im Jahr 1964 debütierte er als Regisseur mit Harold Pinters Stück „Kollektion“ im Werkraum der Münchner Kammerspiele und arbeitete mit Hans Schweikart zusammen. In diese Jahre fiel der Beginn einer jahrzehntelangen Freundschaft mit Peter Stein und dem Maler Gerhard Richter. Weitere überregional beachtete Inszenierungen Giesings waren unter anderem die von Harold Pinters „Heimkehr“ und Mrozeks „Tango“ mit der jungen Hannelore Elsner.
Von 1968 bis 1972 war Giesing Oberspielleiter an den Münchner Kammerspielen (Chefdramaturg: Ivan Nagel). Im Anschluss war er bis 1976 Schauspieldirektor am Deutschen Schauspielhaus Hamburg (Intendant: Ivan Nagel). Mit seinen Regiearbeiten, insbesondere mit den Inszenierungen von Stücken Wedekinds, Sternheims und Gorkis, bezog Giesing eine differenzierte Position gegen einen ideologischen Realismus dieser Zeit und belebte so die ästhetische Diskussion der 1970er Jahre. In Hamburg begann seine Zusammenarbeit mit Hans-Michael Rehberg, u. a. in Kipphardts „In der Sache J. Robert Oppenheimer“ und in der Uraufführung von „Trilogie des Wiedersehens“ von Botho Strauß. Dieses Stück inszenierte Giesing auch als amerikanische Erstaufführung in San Francisco. Das Werk von Botho Strauß nimmt in Giesings Regielaufbahn eine wichtige Rolle ein, wie weitere Inszenierungen, u. a. „Die Zeit und das Zimmer“ (mit Catrin Striebeck, Burghart Klaußner, Ernst Stötzner, Paulus Manker) am Schauspielhaus Bochum und „Der Narr und seine Frau heute Abend in Pancomedia“ (mit Uwe Bohm, Anne Bennent, Johanna Wokalek, Paulus Manker) am Burgtheater, beweisen. Am Bayerischen Staatsschauspiel spielte Hans-Michael Rehberg in der von Dieter Giesing inszenierten Uraufführung von Kipphardts Stück „Bruder Eichmann“. In Stuttgart inszenierte Giesing, ebenfalls mit Hans-Michael Rehberg als Darsteller, David Mamets „Hanglage Meerblick“ und die Deutschsprachige Erstaufführung von Harold Pinters „Noch einen Letzten“. Mit „Gunst der Stunde“ an der Freien Volksbühne Berlin inszenierte Giesing ein weiteres Stück des von ihm favorisierten Autors David Mamet (mit Gerd Böckmann und Hans-Michael Rehberg).
Über Giesings Inszenierung von Isaak Babels „Sonnenuntergang“ 1993 am Akademietheater (Wien) schrieb Sigrid Löffler in Theater heute, 1993/6: „Es gelingt dem Regisseur Dieter Giesing die ganze Vielschichtigkeit dieses selten gespielten Stücks ebenso kraftvoll wie behutsam zum Vorschein zu bringen – die leuchtend-bunte Oberfläche und alles Tiefersitzende, Abseitige, Nächtige. Giesing inszeniert den Reichtum und die vitale Farbigkeit des Ostjudentums - samt Rebbe, Schammes und Schadchen. (...) Und Giesing lässt immer auch den archetypischen Konflikt, den Menschheitsmythos mit durchschimmern, den uranoshaften Göttersturz, den Urfrevel – den Urmord der Urhorde am Urvater.“
Unter der Intendanz von Matthias Hartmann am Schauspielhaus Bochum inszenierte Giesing 2001 die Deutschsprachige Erstaufführung von Martin Crimps „Auf dem Land“ und 2003 die Deutschsprachige Erstaufführung von Fosses „Schönes“. In beiden Inszenierungen spielte Burghart Klaußner, mit dem Giesing zuvor schon in Zürich (1992 bei Kalldeweys „Farce“, 1995 bei „Das Kryptogramm“ und 1999 bei Babels „Marija“) gearbeitet hatte, die männliche Hauptrolle. 2011 inszenierte Giesing am Burgtheater Arthur Schnitzlers „Professor Bernhardi“ mit Joachim Meyerhoff in der Titelrolle und Caroline Peters in der Rolle des Professor Cyprian. In der ZEIT vom 20. April 2011 schrieb Peter Kümmel: „Das Burgtheater entdeckt Schnitzlers Komödie „Professor Bernhardi“ neu. Dieter Giesing nimmt sich in Wien die Zeit, ein kompliziertes soziales Kunstwerk mimetisch zu erschaffen und zu durchleuchten: eine Intrige. Er zeigt, wie aus ihr Politik und schließlich, mit einem „Na“, ein Verbrechen wird. Man hat das schon lange nicht mehr so klar gesehen wie hier.“
Im Jahr 2012 wandte sich Giesing wieder einem zeitgenössischen Autor zu und inszenierte am Schauspiel Köln die deutsche Erstaufführung von Simon Stephens’ „Wastwater“ (unter der Intendanz von Karin Beier). Am Stadttheater Klagenfurt erfolgte 2019 mit Tschaikowskis „Eugen Onegin“ Dieter Giesings erste Operninszenierung. „Mit der trefflichen Neuinszenierung von Tschaikowskis Oper beschert Dieter Giesing dem Stadttheater ein Geschenk“, urteilte Michael Cerha in Der Standard vom 26. Dezember 2019.
Giesing lebt mit der Drehbuchautorin Maria Scheibelhofer in Hamburg und in Wien.

## Wichtige Inszenierungen
- 2019 Pjotr I. Tschaikowski „Eugen Onegin“ (Stadttheater Klagenfurt)
- 2016 Yasmina Reza „Bella Figura“ (Akademietheater)
- 2012 Simon Stephens „Wastwater“ (DE; Schauspiel Köln)
- 2012 Tennessee Williams „Endstation Sehnsucht“ (Burgtheater)
- 2011 Arthur Schnitzler „Professor Bernhardi“ (Burgtheater)
- 2010 Thomas Vinterberg/Morgens Rukov „Das Fest“ (Schauspiel Köln)
- 2009 Arthur Schnitzler „Das weite Land“ (Schauspielhaus Bochum)
- 2008 Yasmina Reza „Der Gott des Gemetzels“ (Burgtheater)
- 2008 Simon Stephens „Motortown“ (Schauspielhaus Bochum)
- 2006 Neil LaBute „Some Girl(s)“ (Akademietheater)
- 2005 Botho Strauß „Die Zeit und das Zimmer“ (mit Burghart Klaußner; Schauspielhaus Bochum)
- 2003 Jon Fosse „Schönes“ (Schauspielhaus Bochum)
- 2002 Botho Strauß „Der Narr und seine Frau heute Abend in Pancomedia“ (mit Uwe Bohm, Johanna Wokalek, Paulus Manker; Burgtheater)
- 2001 Martin Crimp „Auf dem Land“ (Schauspielhaus Bochum)
- 2000 Thomas Bernhard „Der Schein trügt“ (Theater in der Josefstadt/Wien)
- 1999 Isaak Babel „Maria“ (Schauspielhaus Zürich)
- 1997 Robert Musil „Die Schwärmer“ (mit Anne Tismer; Schauspielhaus Zürich)
- 1996 August Strindberg „Der Totentanz“ (Burgtheater)
- 1995 David Mamet „Das Kryptogramm“ (DE, Schauspielhaus Zürich)
- 1993 Isaak Babel „Sonnenuntergang“ (Akademietheater)
- 1993 David Mamet „Oleanna“ (DE; mit Susanne Lothar und Ulrich Mühe; Akademietheater)
- 1992 Botho Strauß „Kalldewey Farce“ (Schauspielhaus Zürich)
- 1988 David Mamet „Die Gunst der Stunde“ (DE, Volksbühne Berlin)
- 1986 Harold Pinter „Noch einen letzten“ (DE, Staatstheater Stuttgart)
- 1986 David Mamet „Hanglage Meerblick“ (Staatstheater Stuttgart)
- 1985 Lars Norén „Dämonen“ (Akademietheater)
- 1985 Johann Wolfgang von Goethe „Faust“ (Nationaltheater Seoul)
- 1985 Frank Wedekind „Musik“ (mit Susanne Lothar, Hans-Michael Rehberg, Paulus Manker; Burgtheater/Schauspielhaus Hamburg)
- 1983 Heinar Kipphardt „Bruder Eichmann“ (UA, München Residenztheater)
- 1981 Ferdinand Bruckner „Krankheit der Jugend“ (Akademietheater)
- 1980 Frank Wedekind „Frühlings Erwachen“ (Burgtheater)
- 1979 Harold Pinter „Betrogen“ (Thalia Theater Hamburg)
- 1978 Anton Tschechow „Onkel Wanja“ (Thalia Theater Hamburg)
- 1977 Botho Strauß „Trilogie des Wiedersehens“ (UA, Schauspielhaus Hamburg)
- 1977 Heinar Kipphardt: „In der Sache J. Robert Oppenheimer“ (Schauspielhaus Hamburg)
- 1972 Maxim Gorki „Die Barbaren“ (Schauspielhaus Hamburg)
- 1972 Brecht/Weill „Die Dreigroschenoper“ (Schauspielhaus Hamburg)
- 1971 Frank Wedekind „Lulu“(Thalia Theater Hamburg)
- 1970 Frank Wedekind „Der Marquis von Keith“ (Münchner Kammerspiele)
- 1968 Henrik Ibsen „Hedda Gabler“ (Münchner Kammerspiele)
- 1969 Harold Pinter „Die Geburtstagsfeier“ (Münchner Kammerspiele)
- 1965 Václav Havel „Die Benachrichtigung“ (DE; Schillertheater (Berlin))
- 1966 Harold Pinter „Heimkehr“ (Münchner Kammerspiele)

## Auszeichnungen
- Förderungspreis der Stadt München (1967)
- Einladung zum Berliner Theatertreffen mit:
  - Lars Noréns „Dämonen“ (1985)
  - David Mamets „Hanglage Meerblick“ (1986)
  - Isaak Babels „Sonnenuntergang“ (1994)
- Bayerischer Staatspreis für die Beste deutschsprachige Aufführung 1998 („Die Schwärmer“ von Robert Musil; Schauspielhaus Zürich)